# الثورة الأوكرانية 1989-1991
منذ التأسيس الرسمي لحركة الشعب الأوكراني في 1 من شهر يوليو من عام 1989 حتى إضفاء الطابع الرسمي على إعلان استقلال أوكرانيا من خلال استفتاء في 1 ديسمبر من عام 1991، عملت حركة احتجاج لاعنفية على تحقيق استقلال أوكرانيا عن الاتحاد السوفيتي. تحت قيادة المعارض السوفيتي فياتشيسلاف تشورنوفيل، بدأت الاحتجاجات كسلسلة من الإضرابات في الدونباس أفضت إلى الإطاحة بالزعيم الشيوعي فولوديمير شيربيتسكي. لاحقًا، كبر حجم ونطاق الاحتجاجات، الأمر الذي أفضى إلى سلسلة بشرية في كافة أنحاء البلاد واحتجاجات طلابية واسعة ضد تزوير انتخابات السوفييت الأوكراني الأعلى في عام 1990. تكللت الاحتجاجات بالنجاح في خاتمة المطاف، وأدت إلى استقلال أوكرانيا مع تفكك أوسع للاتحاد السوفيتي.
مع إظهارها دعمًا واسع النطاق لقضية الاستقلال الأوكراني، نالت الثورة في نهاية المطاف دعم أعداد كبيرة من السكان ونخب الحزب الشيوعي الحاكم، الأمر الذي أتاح لأوكرانيا أن تصبح مستقلة عن الاتحاد السوفيتي بصورة سلمية. احتوت قضايا الثورة على مزيج من المبررات الاقتصادية والسياسية، والاستبداد خلال فترة عصر الركود وحكم شيربيتسكي الذي دام 17 عامًا. بعد الثورة، فشلت الحركة الديمقراطية في تكرار نجاحاتها في الوصول إلى أوكرانيا مستقلة، وهي حقيقة كانت تعود إلى تفكك ضمن الحركة على أسس أيديولوجية وتحقيق هدفها الرئيسي. ما يزال يوم الثورة يومًا احتفاليًا في أوكرانيا يومنا هذا، ويوم استقلال أوكرانيا هو يوم عطلة وطنية رسمية.

## الخلفية
أصبحت أوكرانيا مستقلة عن روسيا تحت مسمى جمهورية أوكرانيا الشعبية في عام 1917. مع انقسامها في عام 1921 بين الجمهورية البولندية الثانية والاتحاد السوفيتي، ضم الجزء الغربي المتبقي من أوكرانيا من قبل الاتحاد السوفيتي كجزء من معاهدة مولوتوف ريبنتروب وأضفي عليها الطابع الرسمي في مؤتمر بوتسدام في عام 1945. قتل ما بين 3.5 مليون و5 مليون أوكراني في هولودومور عامي 1932 و1933، وهي مجاعة خلقتها الحكومة السوفيتية. يجادل مؤرخو يومنا هذا إذا ما كانت المجاعة عمل إبادة جماعية ضد الأوكرانيين نتيجة التنظيم الجماعي في الاتحاد السوفيتي، أو أنها كانت نتيجة ثانوية غير مقصودة للتنظيم الجماعي الذي استخدم لاحقًا كسلاح ضد الأوكران. قاتل الأوكرانيون في كل من الجيش الأحمر وجيش التمرد الأوكراني (الذي حارب ألمانيا النازية أو تحالف معها في فترات مختلفة) خلال الحرب العالمية الثانية. واصل جيش التمرد الأوكراني القتال ضد السوفييت بعد الحرب حتى عام 1949، على الرغم من أن بعض الوحدات واصلت القتال حتى عام 1956.
خلال فترة عصر الركود، حكمت جمهورية أوكرانيا الاشتراكية السوفيتية من قبل السكرتير الأول فولوديمير شيربيتسكي، الذي كان حليفًا مقربًا من الزعيم السوفيتي ليونيد بريجينيف وعضوًا في عصبة مافيا دنيبروبيتروفسك السياسية. استهدف فولوديمير شيربيتسكي أعضاءا قوميي العقلية من الأنتليجينسيا الأوكرانية، وأسفر تطهير بين عامي 1973 و1975 ضمن الحزب الشيوعي الأوكراني إلى القضاء على 5٪ من أعضاء الحزب، واعتقل جميع أعضاء تجمع هلسنكي الأوكراني لناشطي حقوق الانسان ورُحلوا إلى معسكرات الأشغال. وروفق هذا بهجوم عام على الثقافة الأوكرانية بتطهير للأكاديميا الأوكرانية والمؤسسات الثقافية، والاستهداف الممنهج للغة الأوكرانية من قبل الحكومة. لم يترك التخلص من فالنتين مالانتشوك، الذي أشرف على عمليات التطهير، أثرًا كبيرًا لإيقاف مد الروسنة، ووقعت أحداث أخرى احتفت بروسنة أوكرانيا في عام 1982.
مع تصدره لقائمة المخاوف السياسية، واصل الاقتصاد الأوكراني تدهوره خلال السبعينيات والثمانينيات من القرن العشرين، ولا سيما شرقي إقليم الدونباس، حيث كان التعدين واستخراج الفحم الأنشطة الاقتصادية الرئيسية. دمر الانتقال من طاقة الفحم إلى الطاقة النووية الاقتصاد المحلي، وترك مزيج من مزارع جماعية عالية المركزة والجفاف أثرًا سلبيًا على اقتصاد أوكرانيا الزراعي. وعززت كارثة تشيرنوبيل المعارضة المتنامية للحكومة السوفيتية في أوكرانيا. وأتاحت لبرلة المجتمع السوفيتي بصفتها جزءا من البيريسترويكا مكانًا أكبر لحرية التعبير وتحديد المصير، إلا أن معظم هذه التغييرات لم تترك أثرًا على اقتصاد أوكرانيا إلى الدرجة ذاتها التي شهدتها الجمهوريات السوفيتية الأخرى، أو بلدان أخرى ضمن الكتلة الشرقية. إلا أنه في عام 1989 تفجر النشاط المؤيد لاستقلال أوكرانيا، ولا سيما في أوكرانيا الغربية، التي لم تكن تمتلك خبرة كبيرة بالمقارنة مع أجزاء أخرى من أوكرانيا لكونها كانت خاضعة لسيطرة روسيا.

## التاريخ

### الإضرابات والتخلص من شيربيتسكي وتأسيس حركة الشعب الأوكراني (1989)
بدأت سلسلة إضرابات من قبل عمال مناجم فحم في الدونباس في 18 من شهر يوليو من عام 1989، والتي كانت قد أثارتها إضرابات وقعت في الوقت نفسه من قبل عمال المناجم في إقليم كوزباس في روسيا. كانت الإضرابات، على الرغم من أنها كانت في البداية ترتكز على مصاعب اقتصادية، مؤيدة للاستقلال أيضًا بطبيعتها، وأعرب قادة الإضراب عن دعمهم العلني لاستقلال أوكرانيا عن الاتحاد السوفيتي، لكي تتمكن البلاد من إدارة اقتصادها بصورة أفضل. كانت الاستجابة من حكومة شيربيتسكي استخدام وسائل الإعلام التابعة للدولة لتشويه سمعة الإضرابات وتقييد المعلومات عن انتشارها. باتت مطالب الإضرابات سياسية بصورة أكبر، ودعت إلى استقالة شيربيتسكي وفالنتينا شيفشينكو، رئيسة المجلس الأعلى الأوكراني.
بحلول شهر أغسطس من عام 1989، كانت مكانة شيربيتسكي داخل الحزب الشيوعي ضعيفة. فمن جهة كان يواجه ضغوطًا كبيرة بسبب الإضرابات، ومن الجهة الأخرى كانت اللجنة المركزية للحزب الشيوعي السوفيتي، بصفتها واحدة من الهيئات البريجينيفية الثلاث المتبقية التي كانت ما تزال تحتفظ بمنصبها في الاتحاد السوفيتي، تطالب باستقالته. في شهر سبتمبر من عام 1989 أبعد شيربيتسكي عن اللجنة المركزية، وبعد أيام حل محله فلاديمير إيفاشكو السكرتير الأول للجنة المركزية للحزب الشيوعي الأوكراني. وتقدمت شيفشينكو في وقت لاحق باستقالتها.
إلا أن استبعاد شيربيتسكي لم يوقف مد الحملة الناشطة. نالت حركة الشعب الأوكراني للبيريسترويكا، التي تأسست قبل أيام من الإطاحة بشيربيتسكي من قبل القائد المعارض فياتشيسلاف تشورنوفيل، موافقة بمبادرة من ليونيد كرافتشوك (كان في تلك الفترة العضو الوحيد في اللجنة المركزية للحزب الشيوعي الأوكراني القادر على التحدث باللغة الأوكرانية). ألهمت حركة الشعب، أو روخ («الحركة»)، من قبل منظمات وطنية مشابهة في جمهوريات أخرى، ولا سيما منظمة ساجوديس في ليتوانيا. وكانت محاولة سابقة في عام 1988 قد قمعت، واختير اسم هذه المحاولة عمدًا لإيصال فكرة أن حركة الشعب لم تكن تعارض الحزب الشيوعي السوفيتي، بل كانت داعمة له.
اجتمعت تظاهرات أخرى ضد شيربيتسكي خلال العام، بما فيها احتجاجات ضد كارثة تشيرنوبيل. وأصبحت كارثة تشيرنوبيل صرخة المحتجين التي استندوا إليها في محاولة لإظهار حراجة الأمر.

### سلسلة بشرية، الثورة على جرانيت، الذكرى السنوية لزابوروجيان سيش (1990)
شهد العام التالي تزايدًا في التظاهرات. في 21 من شهر يناير من عام 1990، الذكرى السنوية لقانون توحد جمهورية أوكرانيا الشعبية وجمهورية أوكرانيا الشعبية الغربية لعام 1919، ربطت سلسلة بشرية شكلها 3 مليون شخص مدينة لفيف في أوكرانيا الغربية بكييف، عاصمة أوكرانيا. أظهرت السلسلة البشرية، التي جذبت أيضًا مئات الآلاف من المحتجين إلى ساحة صوفيا في كييف، التأييد الشعبي للاستقلال الأوكراني خارج أوكرانيا الغربية. كانت تلك أكبر تظاهرة في أوكرانيا أواخر الحقبة السوفيتية.
أجريت أول انتخابات متعددة الأحزاب للسوفييت الأعلى في جمهورية أوكرانيا السوفيتية الاشتراكية في شهر مارس من عام 1990. فازت الكتلة الديمقراطية، التي كان يقودها المحتج إيهور يوخنوفسكي، ب 111 مقعدًا مقابل 331 مقعدًا للحزب الشيوعي الأوكراني. أقر السوفييت الأعلى الجديد في شهر يوليو من عام 1990 إعلان دولة أوكرانيا ذات السيادة، والتي منحت بموجبه جمهورية أوكرانيا الاشتراكية السوفيتية الحق لنفسها بتأسيس جيش ومصرف مركزي وعملة. وأسس الإعلان أيضًا قانون المواطنة الأوكرانية وسيادة القوانين الأوكرانية على قوانين الحكومة السوفيتية المركزية في حال وقوع خلاف، وأعرب عن نيته بأن تصبح أوكرانيا دولة محايدة منزوعة السلاح النووي.
إلا أن مجموعة من الطلاب ترأسهم أوليس دوني احتجوا على نتائج الانتخابات، وزعموا أن التكتل الديمقراطي كان يملك ما يكفي من الدعم لنيل أغلبية المقاعد. في 2 من شهر أكتوبر من عام 1990، بدأت مجموعة من الطلاب باحتلال ساحة ثورة أكتوبر وسط كييف وأعلنوا إضرابهم عن الطعام. وكجزء من مطالبهم، طالبوا بانتخابات حرة ونزيهة للسوفييت الأعلى وتأميم ملكيات الحزب الشيوعي الأوكراني واستقالة رئيس مجلس الوزراء فيتالي ماسول. وسعوا أيضًا إلى منع توقيع معاهدة اتحاد الدول ذات السيادة من قبل جمهورية أوكرانيا الاشتراكية السوفيتية وإنشاء قواعد المجندين الأوكرانيين في الجيش السوفيتي خارج أوكرانيا. لفت المحتجون أنظار الشعب الأوكراني، وجاء مناصرون للاحتجاجات إلى ساحة ثورة أكتوبر في إظهار للتضامن مع الطلاب. انتقلت منظمات أخرى لم تكن قد أعلنت إضرابها في السابق إلى حالة الإضراب في إظهار إضافي للدعم.